# Antigo Convento de Corpus Christi

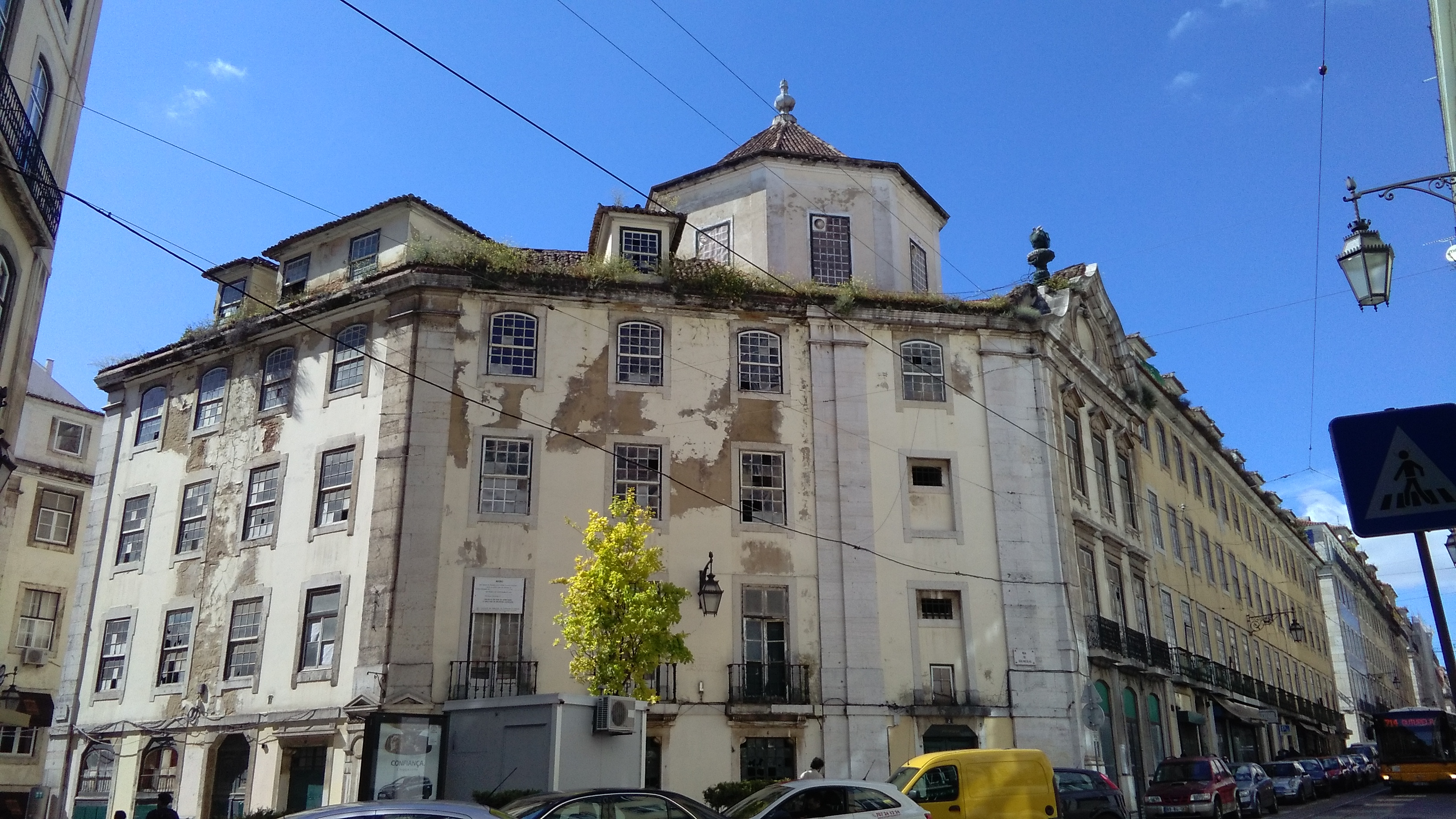

O Antigo Convento de Corpus Christi é um imóvel localizado na freguesia de Santa Maria Maior (anteriormente na freguesia de São Nicolau), em Lisboa.
A fundação do convento está ligada à tentativa de regicídio conduzida a 20 de Junho de 1647 contra D. João IV, durante a procissão do Corpo de Deus. Foi depois mandado construir no local um convento pela rainha, devido ao rei ter saído ileso. O nome do convento derivou de a procissão se dar nesse dia de Corpo de Deus.
A sua construção teve início em 1648, tendo sido posteriormente consagrado e entregue aos frades Carmelitas Descalços de Santo Alberto ou dos Torneiros, em 1661. Em 1707, as obras ainda não estariam completamente terminadas. O terramoto de 1755 e o consequente incêndio provocou danos grandes no convento, com destruição quase completa, tendo-se salvado parte do corpo da igreja e outros espaços conventuais. Logo depois, a reconstrução foi iniciada, com base nas ordens impostas para a reconstrução da baixa da cidade. Devido à extinção das ordens religiosas, os edifícios do convento foram usados para fins de habitação e arrendamento comercial, sofrendo alterações que divergiam do espaço original. A fachada é fruto de variadas alterações ao longo do tempo.
Com a extinção das ordens religiosas em 1834, o convento foi vendido e transformado em habitação e zonas comerciais. Na década 40 do século XX, está instalada, nas lojas do piso inferior, uma venda de azeite pertencente ao grupo Abel Pereira da Fonseca.
Em Fevereiro de 2020, o grupo israelita Fattal adquiriu o Convento Corpus Christi, à Optylon Krea, uma sociedade com capitais franceses e turcos, para aí construir um hotel de quatro estrelas, com 130 quartos. O projecto vai funcionar sob a marca Leonardo Royal Hotels.
O maior grupo hoteleiro israelita vai, assim, abrir o seu primeiro hotel em Portugal. No total o Grupo mantém 160 hotéis na Europa.
Está classificado como MIP - Monumento de Interesse Público desde 20 de setembro de 2013.